# 約翰萬次郎

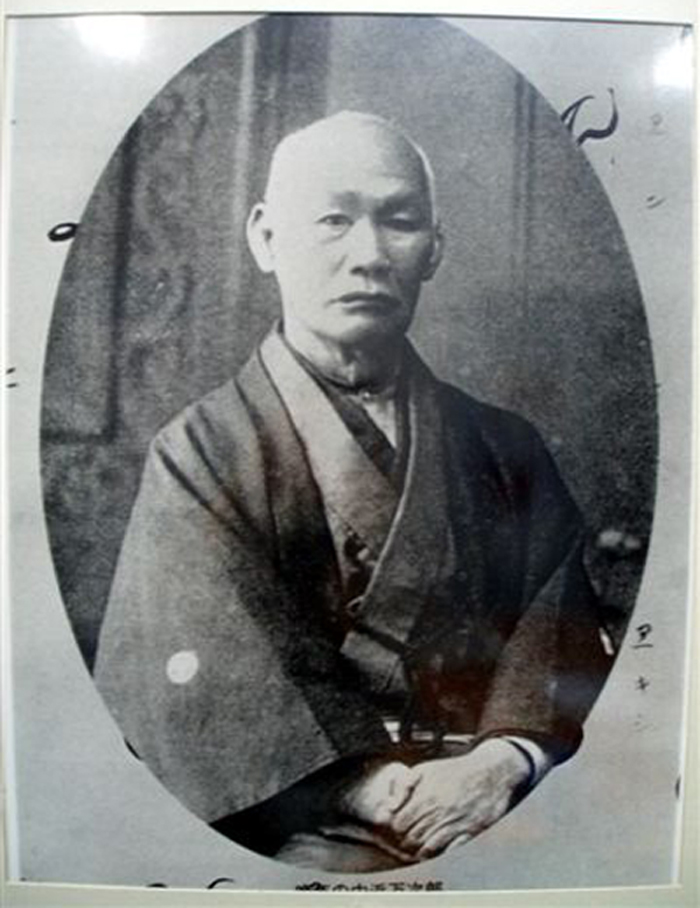
約翰萬次郎、1880年左右

約翰萬次郎（日语：／ Jon Manjirō；1827年1月27日（文政10年1月1日）—1898年（明治31年）11月12日）是日本幕末時期、黑船來航中最為人知的日美親善條約的締結促進者。其後、活躍於翻譯、教師等職。他被美國人稱作約翰·蒙。本名為中濱萬次郎（日语：／ Nakahama Manjirō）。
最為人知的稱呼為「約翰萬次郎」，源於1938年（昭和13年）第6回直木賞的得獎作品《約翰萬次郎漂流記》（井伏鱒二著），之後便以此稱做為他知名的稱呼（得獎以前並無使用此名稱）。

## 生涯

### 成長，漂流和赴美
文政10年（1827年）出生於土佐國中濱村(現在的高知縣土佐清水市中濱)。為貧窮的漁夫的次子。父親死亡後為了扶養虛弱的母親與哥哥，因此從年幼時便開始工作，擔當起整個家族。因為貧困而沒有去私塾讀書，幾乎也沒能讀寫。
天保12年（1841年），15歲的時候擔任漁夫的幫手出海與漁夫同伴們一同遭遇暴風雨遇難，漂流5日半後，奇蹟地漂到位在太平洋上的無人島鳥島，在那生活了143天。之後遇到在那附近的美國捕鯨船約翰·豪兰號（John Howland），與同伴一起被救起。然而因為日本那個時候實行鎖國，因此在停泊夏威夷時將其中年紀大的漂流者留下，不過，被船長怀特·霍伊特菲爾德（William Whitfield）中意的萬次郎遵從本人希望就那樣一起去航海了。到那時才第一次看見了世界地圖，驚訝於日本在世界中的渺小。此時，也被美國人以船名取了約翰·蒙（John Mung）這樣的暱稱。
同年，遠渡至美國本土的萬次郎，成為霍伊特菲爾德船長的養子一起生活，1843年至1844年間在麻省的牛津學校和酒館裡學習英語、數學、測量、航海術、造船技術等。日以繼夜的努力學習之後成為了第一名。也觸及對他來說新鮮的民主主義和男女平等等概念。

### 捕鯨生活與歸國

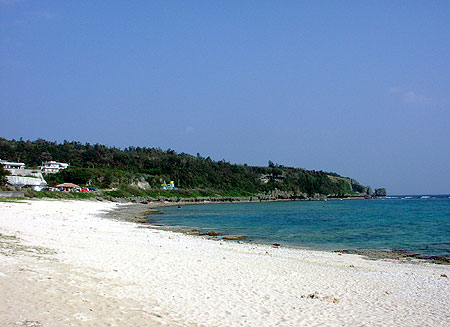
萬次郎登陸琉球的大渡海岸（現在的沖繩縣糸滿市）

從學校畢業後，在义父怀特的帮助下，成為捕鯨船富兰克林号的船员。1847年在結束南海的捕鯨之後趁著停泊在檀香山的時機，他與之前分散的夥伴們見到了面。而因為鎖國政策，回國可能被處以極刑因此都無法回去。後來富兰克林号捕鯨船的船長戴维斯在馬尼拉病逝，萬次郎受到船員推舉而選為副船長（投票時候並列第一但是船長的位置讓給了年長者）。
之後他在1849年回到了麻省，然後決意歸國。為了籌得資金，他搭船前往加州趕淘金熱挖金礦，存到一筆錢之後返回檀香山找到了當年的漁夫夥伴（其中兩位。一位已死於心臟病，另一位則認為風險太大而不回國），並且買下一艘捕鯨船「冒險家號」坐船回國，在1851年時回到在薩摩藩控制下的琉球，並送回本土。後來他們受到了薩摩藩的拘留（但是並未被苛待），又送到了長崎的幕府機關審問，終於在1853年得以歸鄉。期間他因為對英語與造船術的知識受到了薩摩藩主島津齊彬的重視，而應聘成為洋學堂的講師，也協助設計了蒸汽船。

### 被重用與釋放
後來萬次郎因為黑船來航事件的影響，受到幕府徵召，作為旗本的一員，受命開設軍艦傳習所。成為武士的萬次郎這時才被以出生地而賜姓「中濱」。

### 出使訪美
1860年，幕府派出使節團赴美交換《日美修好通商條約》，萬次郎作為團員隨行。使節團乘日本最早的蒸汽軍艦咸臨丸橫渡太平洋，標誌著鎖國時代的結束。船長雖是勝海舟，但因為日本船員缺乏遠洋經驗，實際上是萬次郎負責指揮。到美國後，又作為翻譯參加了使節團的各種活動，還介紹福澤諭吉買了韋伯斯特大詞典（Websters Universal Dictionary）。

### 後半生
1869年，他被明治政府任命為開成學校（現東京大學）的英語教授。1870年，他又隨團前往歐洲視察普法戰爭，經美國回國途中拜見了義父霍伊特菲爾德。回國後一直從事教育事業，直到1898年去世，終年72歲。

## 人物印象與社會的影響

### 當時的社會影響
- 嘉永5年（1852年）、土佐藩將歸國的萬次郎交由的畫師河田小龍（日语：河田小龍）看管，期間小龍將萬次郎的美國見聞整理為札記《漂巽紀略》（ひょうそんきりゃく）』，以關於美國的第一手情報得到當時土佐籓與幕府的高度評價。而河田小龍也因為從中受到的刺激而研究洋學。
- 日後年輕的坂本龍馬就是從河田小龍那裏第一次聽到「日本必須與外國通商、交流」的言論，因此間接來說龍馬與萬次郎也有著師從關係。

### 人品、嗜好
- 據說不讓人請客且謙虛，晚年時積極地為貧窮的人做施捨，就算被官員責問也繼續著。
- 留下喜愛吃甜的東西、鰻魚的寬葉香蒲燒這樣的逸話。
- 萬次郎因為長期生活在階級平等的美國社會，對人不分尊卑地熱絡友善，結果在幕府海軍訓練所任教時受到了武士的非議；而在隨咸臨丸訪美時，他的這種態度據說也令下級水手感到不知所措。

### 日本先驅
- 創作「ABC之歌」，初次將英文介紹給日本。
- 為日本最先繫領帶的人。
- 為最初乘坐鐵道、蒸氣船的日本人。
- 是日本人中最先從事近代式捕鯨。
- 被認為是最初從事美國的淘金熱開採的日本人。
- 是最初翻譯「新美國航海術」的。

### 美國與其交流
- 日本萬次郎的子孫、美國的霍伊特菲爾德船長的子孫至現在還世世代代持續交流著。
- 出生的土佐清水市與在美國的逗留處的新贝德福德市締結為姐妹市。現在的交流也被持續著。

### 約翰萬次郎與英語
- 因為他沒有受過正式的英語教學，而是直接把聽到的英文學起來，因此他編纂的英語辭典上和現在教科書上記載的發音差別很大。例如cool念成"Koo-Ru"、Sunday念成"San-Lei"，New York念成"Nyu-You"。不過實際上這些念法都接近於當今的英文（如果念快點的話），經過實驗之後也證實了這些念法也是適合於日本人學習英文的。
- 萬次郎雖然通曉英文，但年少時沒有受過好的日文教育，因此不擅長於翻譯文章。因此當明治以後西方學術體系引入日本時無法做出大的貢獻。
- 據說萬次郎晚年美國友人去見他時，已經不會說英文了（但也可能與1870年的輕微中風有關）。

## 傳記
- 中濱萬次郎傳（富山房、中濱東一郎（日语：中濱東一郎）著）
- 中濱萬次郎的生涯（富山房、中濱明著）
- 中濱萬次郎：初次傳遞「美國」之日本人（富山房、中濱博（日语：中浜博）著）
- 最初・日本人中濱萬次郎（講談社、中濱武彦）
- 約翰·万次郎傳奇一生（允晨文化、陳新炎 著）

## 登場作品
小說
- 微波軍記・中濱萬次郎漂流記（新潮社、井伏鱒二著）
- 誇耀物語：小說・中濱萬次郎（小學館、有明夏夫（日语：有明夏夫）著）
- 約翰・男人中的男人：漂流民中濱萬次郎的生涯（集英社、宮永孝（日语：宮永孝）著）
- 椿與花水木：萬次郎的生涯（新潮社、津本陽（日语：津本陽）著）
- John・Man（講談社、山本一力（日语：山本一力）著）
- 約翰萬次郎（新人物往来社、童門冬二（日语：童門冬二）著）

影視劇
- 龍馬來了（日语：竜馬がゆく (1965年のテレビドラマ)）（1965年、MBS、演：艾・喬治（日语：アイ・ジョージ））
- 約翰萬次郎（1968年、NTV、演：江原真二郎）
- 龍馬來了（1968年、NHK大河劇、演：井川比佐志）
- 上方武士道（日语：上方武士道#日本テレビ版）（1969年、NTV、演：橫內正（日语：横内正））
- 天皇的世紀（日语：天皇の世紀#第一部（テレビドラマ））（1971年、ABC、演：岩松信）
- 勝海舟（日语：勝海舟 (NHK大河ドラマ)）（1974年、NHK大河劇、演：小澤幹雄）
- 燃燒青春熱血：福澤諭吉與明治群像（日语：若き血に燃ゆる〜福沢諭吉と明治の群像）（1984年、TX、演：李奧納多熊（日语：レオナルド熊））
- 幕末青春塗鴉：福澤諭吉（日语：幕末青春グラフィティ 福沢諭吉）（1985年、TBS、演：平田滿（日语：平田満））
- 必殺仕事人wide：襲殺大老（日语：必殺仕事人ワイド 大老殺し 下田港の殺し技珍プレー好プレー）（1987年、ABC、演：江夏豐）
- 宛如飛翔（1990年、NHK大河劇、演：中西良太）
- EAST MEETS WEST（日语：EAST MEETS WEST）（1995年、松竹、演：岸部一德）
- 龍馬來了（日语：竜馬がゆく#1997年版）（1997年、TBS、演：大瀧秀治（日语：大滝秀治））
- 龍馬來了（日语：竜馬がゆく#2004年版）（2004年、TX、演：中村梅雀）
- 篤姬（2008年、NHK大河劇、演：勝地涼）
- 龍馬傳（2010年、NHK大河劇、演：松本敦（日语：トータス松本））
- 西鄉殿（2018年、NHK大河劇、演：劇團一人）
- 爛漫（2023年、NHK晨間劇、演：宇崎龍童）

舞台劇
- 中濱萬次郎之夢（劇團四季）